# Jesús Herrada
Jesús Herrada López (ur. 26 lipca 1990 w Mota del Cuervo) – hiszpański kolarz szosowy, zawodnik profesjonalnej grupy Cofidis, Solutions Crédits. 
Mistrz Hiszpanii w wyścigu ze startu wspólnego w 2013 i 2017. Podczas Vuelta a España 2018 przez dwa dni był liderem klasyfikacji generalnej.

## Najważniejsze osiągnięcia
2007
- 1. miejsce w mistrzostwach Hiszpanii juniorów (jazda ind. na czas)

2008
- 1. miejsce w mistrzostwach Hiszpanii juniorów (jazda ind. na czas)

2010
- 1. miejsce w mistrzostwach Hiszpanii (do lat 23, jazda ind. na czas)

2011
- 3. miejsce w mistrzostwach Hiszpanii (start wspólny)

2012
- 1. miejsce na 2a. etapie Vuelta a Asturias

2013
- 1. miejsce w mistrzostwach Hiszpanii (start wspólny)
- 2. miejsce w Tour du Poitou-Charentes
  - 1. miejsce na 5. etapie

2014
- 9. miejsce w Tour de Romandie
  -  1. miejsce w klasyfikacji młodzieżowej

2015
- 3. miejsce w mistrzostwach Hiszpanii (start wspólny)
- 2. miejsce w Tour du Limousin
  - 1. miejsce na 2. etapie

2016
- 1. miejsce na 2. etapie Critérium du Dauphiné

2017
- 1. miejsce w mistrzostwach Hiszpanii (start wspólny)
- 2. miejsce w Grand Prix Cycliste de Montréal

2019
- 1. miejsce w Trofeo Ses Salines, Campos, Porreres, Felanitx
- 1. miejsce w Tour de Luxembourg
  - 1. miejsce na 3. i 4. etapie
- 1. miejsce w Mont Ventoux Dénivelé Challenge
- 1. miejsce na 6. etapie w Vuelta a España

2021
- 1. miejsce w Trofeo Serra de Tramuntana
- 2. miejsce w Route d'Occitanie
- 2. miejsce w mistrzostwach Hiszpanii (start wspólny)

2022
- 1. miejsce w Classic Grand Besançon Doubs
- 2. miejsce w Tour du Jura
- 2. miejsce w Boucles de l’Aulne
- 3. miejsce w Route du Sud
- 2. miejsce w mistrzostwach Hiszpanii (start wspólny)
- 1. miejsce na 7. etapie Vuelta a España

2023
- 1. miejsce na 2. etapie Tour of Oman
- 2. miejsce w O Gran Camiño
- 1. miejsce w Tour du Doubs